# Guido Magnone
Pas d'image ? Cliquez ici
Guido Magnone, né le 1er février 1917, à Turin en Italie, et mort le 9 juillet 2012 à Clamart, est un alpiniste et sculpteur français.

## Biographie

### L'alpiniste
Guido Magnone arrive en France à l’âge de trois ans. Après des études artistiques à l'école des beaux-arts, il découvre la montagne et devient rapidement l'un des meilleurs grimpeurs de sa génération, inscrivant à son palmarès des conquêtes prestigieuses comme la face ouest des Drus dans les Alpes, les premières escalades du Fitz Roy en Patagonie avec Lionel Terray ou le Makalu dans l'Himalaya. Il entreprend également de nombreuses expéditions dans le Caucase, les Rocheuses… Magnone a également participé à la création de l'UCPA,, et a été président du Groupe de haute montagne de 1961 à 1965.

### Le sculpteur
À partir de 1977, Guido Magnone retourne à sa première passion : la sculpture, pour s'y consacrer pleinement vers 1990. Il recommence à exposer dès 1996,.
En 2002, il expose ses sculptures à Paris, Bourg-la-Reine, Aoste, puis à Étroubles en 2009.

## Principales ascensions
- 1948 - Face nord du piz Badile
- 1952 - Face nord de l'Eiger ; première de la face ouest des Drus[10],[11] ; face est du Grand Capucin ; première ascension du Fitz Roy (Patagonie)[12]
- 1955 - Ascension du Makalu (8 463 m), un jour après Lionel Terray et Jean Couzy
- 1956 - Seconde ascension de la Tour de Mustagh (face SO)
- 1959 - Abandon à 300 m du sommet du Jannu afin d'aller donner de l'aide à un compagnon de cordée
- 1962 - Première ascension du sommet oriental du Chacraraju (le Nevado Huaripampa, 6 000 m) au Pérou, aux côtés de Lionel Terray et Louis Dubost
- 1964 - 75e anniversaire de la Tour Eiffel : ascension de la tour Eiffel, retransmise en Eurovision[13], avec René Desmaison[14], Lucien Bérardini et Robert Paragot[15]

## Publications
- 1952 : Expédition française aux Andes de Patagonie (1951 / 1952), Textes par Maurice Herzog, René Ferlet et Guido Magnone, Legrand et fils[16]
- 1953 : La Face W des Drus, Amiot-Dumont, préface de Maurice Herzog[17]
- 1990 : Les Besoins de loisirs en montagne, Ministère du temps libre, Les Besoins de loisirs en montagne par Guido Magnone, la Documentation française[18],[19]
- 2005 : Sculpteur des cimes, Arthaud[20],[5],[21]

### Documentaires vidéos
- 1997 - Guido Magnone, l'Artiste, documentaire de 26 minutes sur Guido de Jean Afanassieff, alpiniste et réalisateur[22]
- 1997 - Guido Magnone participe au tournage de La Grande Cordée de Jean Afanassieff[23]
- 2006 - Guido Magnone, la voie des sommets, documentaire de 26 minutes sur Guido Magnone de Jean-Michel Rodrigo, Mécanos productions et France 3 avec le CNC[24]

### Interviews
- (es) Guido Magnone, « Abrir una via nueva es como crear una obra de arte », Kooch Magazine, août 2010 [lire en ligne]